# Klatka piersiowa kurza
Klatka piersiowa kurza (łac. pectus carinatum, pectus gallinaceum, ang. pidgeon chest) – nieprawidłowość budowy klatki piersiowej, polegająca na grzebieniowatym wypukleniu mostka lub i także przylegających części żeber. Zniekształcone, uniesione żebra zbudowane są z chrząstki. Etiologia nie jest w pełni znana, tło rodzinne dotyczy 15% pacjentów. U co szóstego pacjenta rozpoznaje się zespół Marfana i skoliozę. Jest częstsza u płci męskiej. W porównaniu z klatką lejkowatą klatkę kurzą rozpoznaje się sześcio- do dziesięciokrotnie rzadziej, chociaż niska rozpoznawalność wady może wynikać z braku opracowanych metod leczenia. 
Anatomia wady - w klatce kurzej nie dochodzi do ucisku narządów klatki piersiowej: serca lub płuc. Zniekształcony mostek jest uniesiony. Uniesienie może dotyczyć tylko mostka, lub, co jest najczęstsze,  przylegających do mostka żeber. Najczęściej wada jest jednostronna. 
Leczenie - polega przede wszystkim na leczeniu nieoperacyjnym. Ogólnie wyniki leczenia są bardzo dobre albo doskonałe. Wyniki zależą od postaci wady i wieku. Elastyczność żeber i mostka do wieku około 18 lat pozwala na uzyskanie bardzo dobrej korekty wady przy pomocy nieoperacyjnego leczenia przy pomocy ortezy. W starszym wieku wyniki zależą od indywidualnej podatności żeber i stosowania się pacjenta do wymogów leczenia. Stosując system ortezy można uzyskać pełną "naprawę" wady w ciągu około 3 miesięcy. 
Tylko w nielicznej grupie pacjentów możliwości leczenie nieoperacyjne są ograniczone. Gdy wada polega na uniesieniu górnych żeber i cofnięciem górnej część mostka ku tyłowi, zmiana opisywana jest jako podkowiasta. Wada widoczna jest bardzo wcześnie, w wieku kilku lat. Następuje szybkie kostnienie elementów chrzęstnych z wytworzeniem bloku kostnego wokół górnej części mostka. W takim typie wady  leczenie nieoperacyjne możliwe jest gdy dziecko ma kilka lat; w wieku dojrzewania, z powodu bloku kostnego wokół mostka możliwe jest tylko leczenie operacyjne.

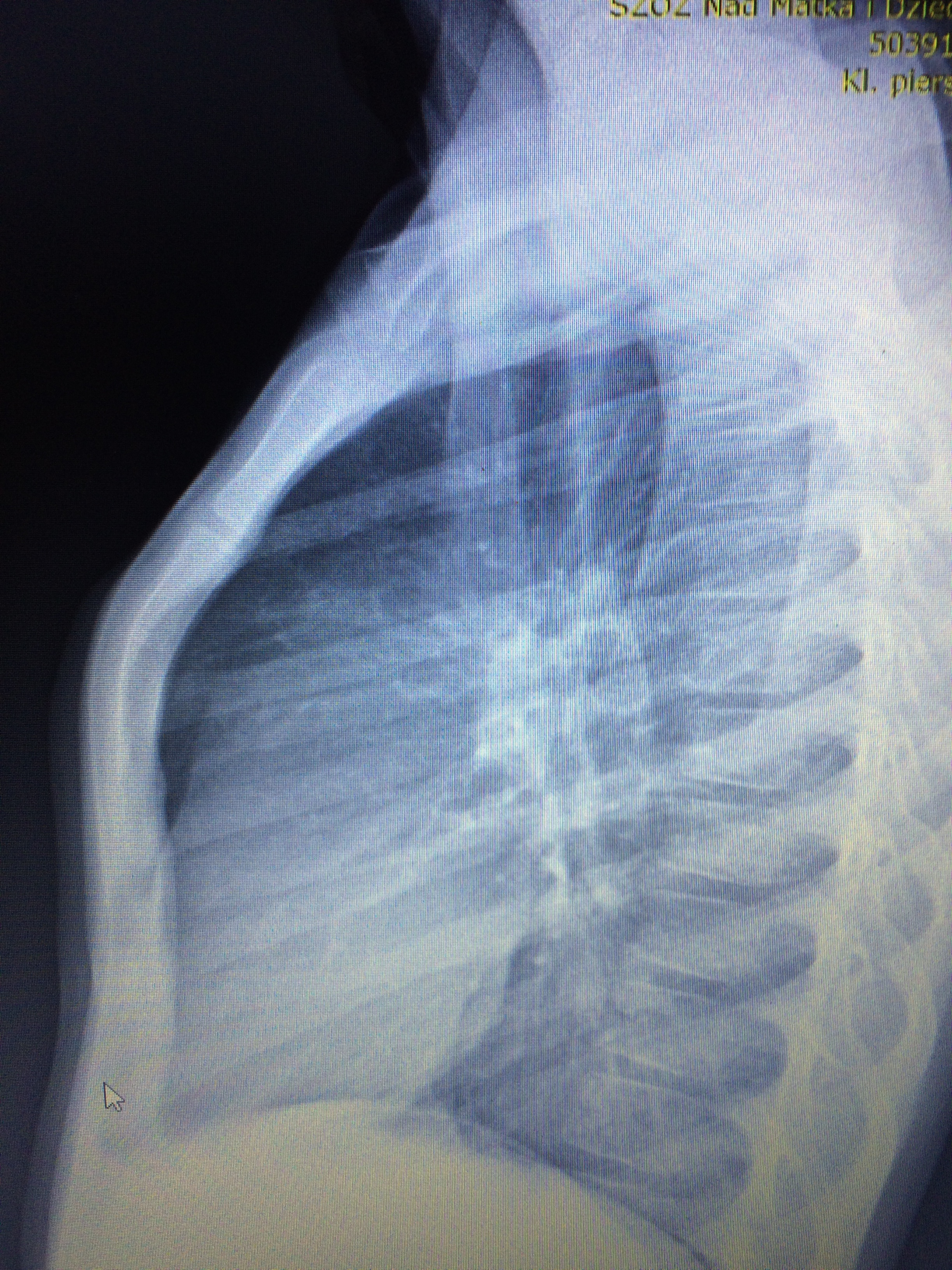
Uniesiony mostek nie uciska serca ani płuc
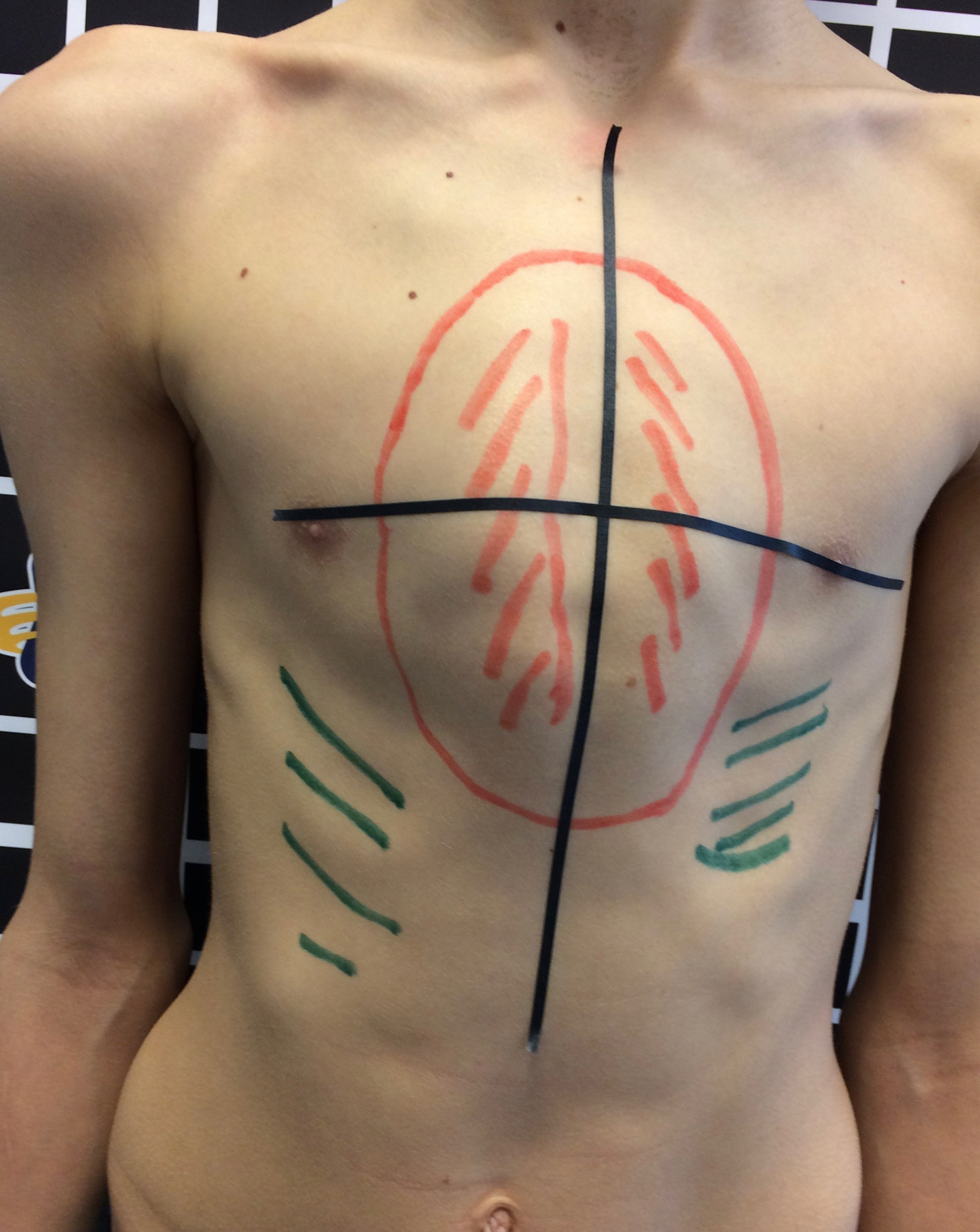
Klatka kurza z uniesieniem mostka i przylegających żeber
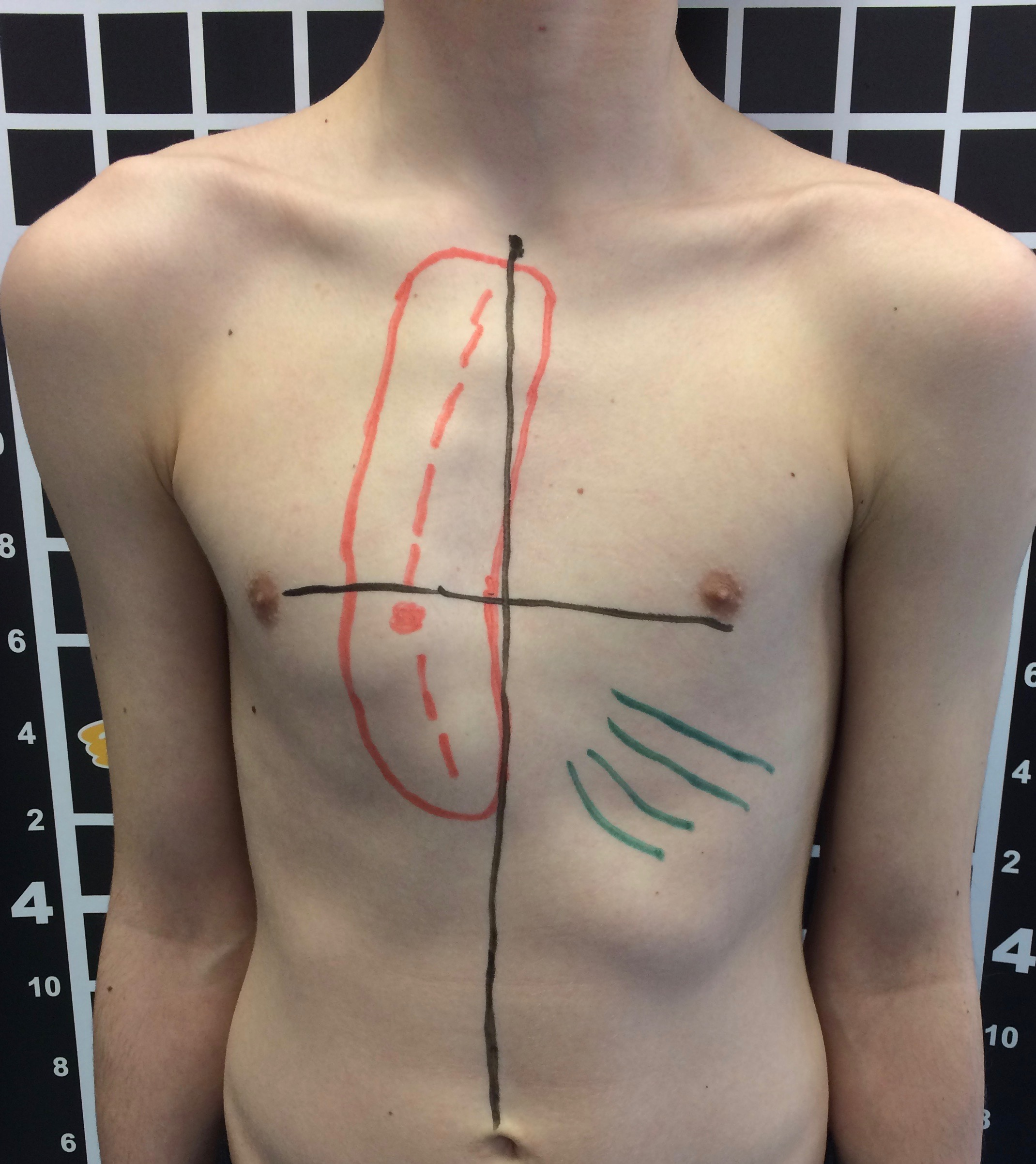
Klatka kurza z prawostronnym uniesieniem żeber
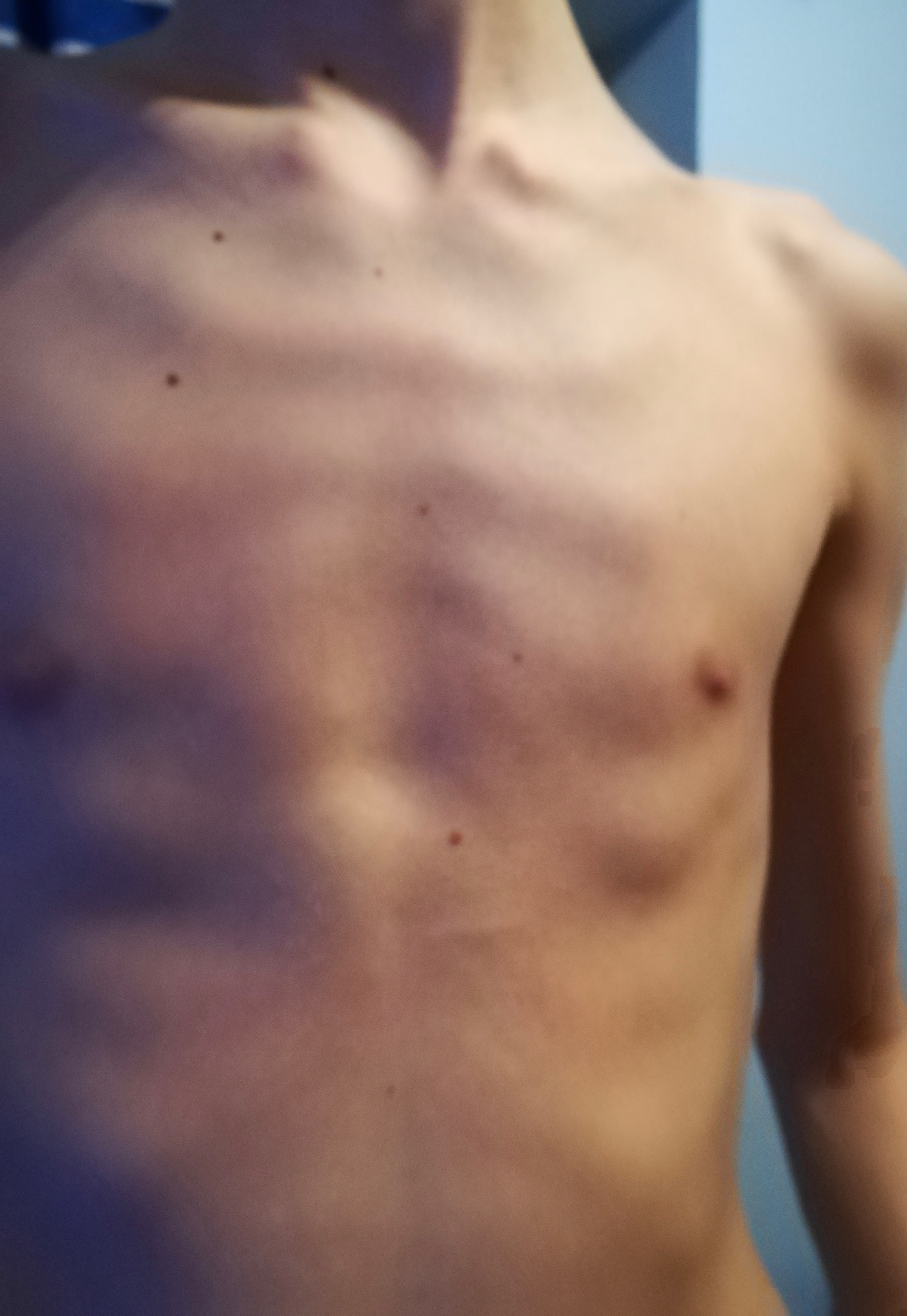
Klatka kurza po 3 miesiącach leczenia ortezą